# Wybrzeże Kości Słoniowej na Letnich Igrzyskach Paraolimpijskich 2012
Wybrzeże Kości Słoniowej na Letnich Igrzyskach Paraolimpijskich 2012 w Londynie reprezentowało trzech mężczyzn i jedna kobieta, startujących w lekkoatletyce i podnoszeniu ciężarów. Był to piąty występ reprezentacji Wybrzeża Kości Słoniowej na igrzyskach paraolimpijskich (poprzednie miały miejsce w 1996, 2000, 2004 i 2008). 
Po raz pierwszy na igrzyskach paraolimpijskich, barwy Wybrzeża Kości Słoniowej reprezentowała kobieta – sztangistka Carine Cynthia Amandine Tchei, która nie ukończyła zmagań w kategorii do 67,5 kg. Była ona również chorążym reprezentacji podczas ceremonii otwarcia igrzysk.

## Wyniki

### Lekkoatletyka
Mężczyźni
| Zawodnik               | Konkurencja            | Eliminacje | Eliminacje | Finał    | Finał   | Źródło |
| Zawodnik               | Konkurencja            | Rezultat   | Miejsce    | Rezultat | Miejsce | Źródło |
| ---------------------- | ---------------------- | ---------- | ---------- | -------- | ------- | ------ |
| Addoh Kimou            | bieg na 200 metrów T46 | DNF        | DNF        | NQ       | NQ      | [ 4 ]  |
| Addoh Kimou            | bieg na 400 metrów T46 | 50,17      | 3          | DSQ      | DSQ     | [ 5 ]  |
| Kouame Jean-Luc Noumbo | bieg na 100 metrów T46 | DNS        | DNS        | DNS      | DNS     | [ 6 ]  |
| Kouame Jean-Luc Noumbo | bieg na 200 metrów T46 | DNF        | DNF        | NQ       | NQ      | [ 4 ]  |

### Podnoszenie ciężarów
Mężczyźni
| Zawodnik         | Kategoria | Wynik    | Pozycja | Źródło |
| ---------------- | --------- | -------- | ------- | ------ |
| Alidou Diamotene | –52 kg    | 160,0 kg | 5       | [ 7 ]  |

Kobiety
| Zawodnik                      | Kategoria | Wynik | Pozycja | Źródło |
| ----------------------------- | --------- | ----- | ------- | ------ |
| Carine Cynthia Amandine Tchei | –67,5 kg  | DNF   | DNF     | [ 2 ]  |